# Зорка-БДУ
Зорка-БДУ (с бел. — «Звезда-БГУ») — белорусский женский футбольный клуб, базирующийся в Минске. Команда основана в 2005 году. Первым главным тренером стал Валерий Кевра. Клуб принимает участие в чемпионате Беларуси.

## Достижения
Чемпионат Беларуси
- Серебряный призёр (11): 2005, 2006, 2007, 2009, 2010, 2011, 2014, 2015, 2016, 2017, 2019
- Бронзовый призёр (5): 2008, 2012, 2013, 2018, 2021, 2022

Кубок Беларуси
- Обладатель (3): 2009, 2010, 2012
- Финалист (6): 2006, 2011, 2014, 2015, 2016, 2017

Суперкубок Беларуси
- Обладатель (3): 2010, 2013, 2017
- Участник 1/16 Лиги чемпионов (2010).
- Самая крупная победа: 32:0 («Виктория-86», 2013).
- Самое крупное поражение: 0:5 («Университет», 2006).
- Наибольшее количество матчей в чемпионатах за команду: Д. Тропникова — 235 (по состоянию на 9 декабря 2021)[2].
- Лучший бомбардир команды: в чемпионатах — Д. Тропникова (196, по состоянию на 9 декабря 2021[2]), за сезон — М. Лис (41, 2007).

## Текущий состав
| №             | Игрок                | Страна        | Дата рождения              |
| Вратари       | Вратари              | Вратари       | Вратари                    |
| ------------- | -------------------- | ------------- | -------------------------- |
| 1             | Екатерина Камлюк     | Флаг Беларуси | 26 июля 1996 (28 лет)      |
| 14            | Виктория Герус       | Флаг Беларуси | 14 июля 1995 (30 лет)      |
| Защитники     |                      |               |                            |
| 4             | Дарья Иванчик        | Флаг Беларуси | 15 июля 2001 (24 года)     |
| 5             | Кристина Киянка      | Флаг Беларуси | 10 ноября 1999 (25 лет)    |
| 6             | Лиана Мирошниченко   | Флаг Беларуси | 15 декабря 1998 (26 лет)   |
| Полузащитники |                      |               |                            |
| 8             | Ольга Капыша         | Флаг Беларуси | 25 марта 2003 (22 года)    |
| 10            | Ксения Дубовик       | Флаг Беларуси | 30 января 2002 (23 года)   |
| 16            | Лилия Жиголка        | Флаг Беларуси | 29 августа 1996 (28 лет)   |
| 17            | Надежда Воскобович   | Флаг Беларуси | 12 сентября 2002 (22 года) |
| 19            | Полина Гирчиц        | Флаг Беларуси | 29 марта 2001 (24 года)    |
| 75            | Елизавета Болотянова | Флаг Беларуси | 26 февраля 2000 (25 лет)   |
| 97            | Яна Бенкевич         | Флаг Беларуси | 5 мая 1999 (26 лет)        |
| Нападающие    |                      |               |                            |
| 7             | Диана Осмоловская    | Флаг Беларуси | 25 декабря 2002 (22 года)  |
| 21            | Диана Шмаровская     | Флаг Беларуси | 6 сентября 2000 (24 года)  |
| 22            | Диана Тропникова     | Флаг Беларуси | 28 июня 1986 (39 лет)      |
| 23            | Диана Бакум          | Флаг Беларуси | 16 мая 2003 (22 года)      |

## Тренерский штаб
- Главный тренер: Сергей Русецкий[4]
- Тренер: Дмитрий Гришанович
- Тренер вратарей: Мария Дашковская[5]

## Тренеры за всю историю
- Кевра, Валерий Янович (2005—?)
- Вышедко Яна Анатольевна
- Шевчук Дмитрий Александрович
- Лис, Марина Александровна (2011—2012)
- Кушнир, Василий Васильевич (2013—2014)
- Шевчук Дмитрий Александрович (2015—февраль 2017)
- Минкина, Наталья Сергеевна (2017—2018)
- Савицкий, Леонид Альбинович (2019)
- Русецкий, Сергей Владимирович (2020—н.в.)